# Mesolia baboquivariella
Mesolia baboquivariella là một loài bướm đêm trong họ Crambidae.